# Comuna Nororiental (Neiva)
Denominada Comuna Nororiental o Dos de la ciudad de Neiva. La Comuna 2 está localizada al norte del área urbana abarcando el Aeropuerto Benito Salas, entre las cuencas del Río Las Ceibas y la Calle 64. Limita al norte con la Comuna 9; al oriente con el corregimiento de Fortalecillas; al suroriente con la Comuna 5; al sur con la Comuna 3; y al occidente con la Comuna 1. La Comuna 2 hace parte de la UPZ Las Ceibas.

## Límites
Partiendo del Puente Misael Pastrana Borrero sobre el Río Las Ceibas, se sigue en sentido norte por la carrera 2 hasta la calle 58, luego continúa en sentido oriental hasta la intersección de la calle 61 con la carrera 5, de ahí continúa por la vía férrea hasta la calle 64, se sigue en sentido oriental por la calle 64 hasta la tabacalera con la intersección de la línea del perímetro urbano con el barrio Villa Cecilia, de ahí se continúa en sentido sur por la línea del perímetro urbano hasta llegar al Río Las Ceibas, por este aguas abajo hasta el Puente Misael Pastrana Borrero punto de partida.

## Infraestructura

### Acceso Vial
- Avenida 26 (Acceso Aeropuerto)
- Avenida 64 (Acceso Occidental)
- Avenida Alberto Galindo (Cra 7 - Acceso Norte)
- Cra. 16 (Acceso Norte o Noroccidental)
- Cra. 7 (Acceso Sur)
- Cra. 5 (Acceso Sur)
- Cra. 23 (Acceso Barrio Trinidad)
- Intercambiador Vial Cra. 16 con Avenida 27.(Acceso Sur oriental o Batallón)
- Acceso Aéreo, Aeropuerto Benito Salas Vargas de Neiva.

### Centros Educativos
- Institución Educativa Luis Ignacio Andrade "Sede Central Las Granjas"
- Institución Educativa Básica María Cristina Arango "Sede Central Las Granjas"
- Institución Educativa Primaria María Cristina Arango "Sede Los Pinos"

### Economía
- Comercio: Almacenes de ropa, calzado, electrodomésticos y artículos para el hogar, Arriendos, Bares - Café Bar, Café Internet, Estaciones de gasolina, Hoteles, Papelerías, Restaurantes, Salas de belleza y Supermercados.
- Centro Comercial San Pedro Plaza.
- Centro Comercial Santa Lucia Plaza.
- Centro Comercial San Juan Plaza.
- Homecenter.
- CAESCA Chevrolet.
- Industria: Empacadoras de Café (Alma Café) e Industria textil.

### Entretenimiento, Clubes y Zonas Deportivas
- Club Social y Deportivo Comfamiliar Los Cámbulos.

### Medio Ambiente
- CDA Óptimo, expedición de licencia de gases.
- Proyecto Parque Ronda Las Ceibas.

### Salud
- Centro de Salud de Las Granjas de la E.S.E. Carmen Emilia Ospina.

### Seguridad
- Centro de Atención Inmediata CAI Las Granjas.

## Barrios

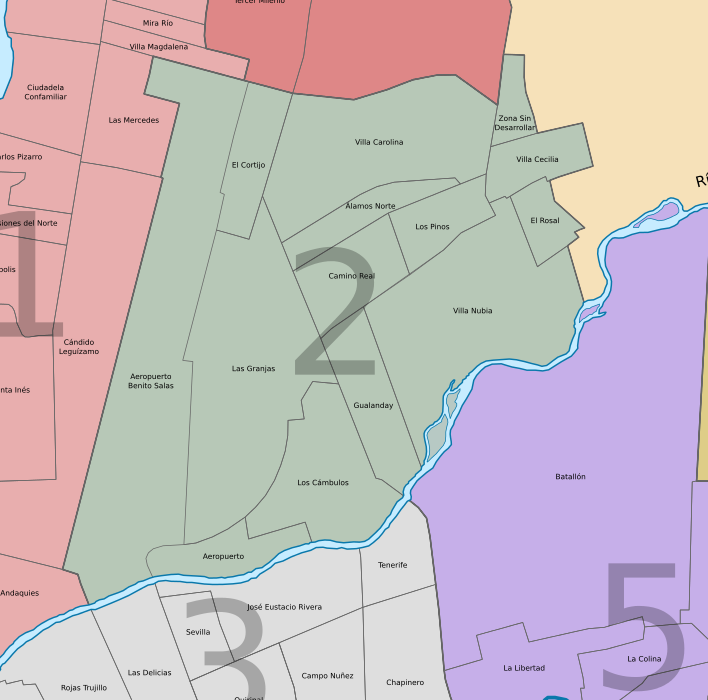
Comuna Nororiental, división barrial.

La comuna 2 nororiental se divide en 12 barrios:
| Barrio         | Sectores y/o Urbanizaciones              |
| -------------- | ---------------------------------------- |
| Aeropuerto     | Aeropuerto                               |
| Aeropuerto     | Álvaro Sánchez Silva                     |
| Álamos Norte   | Álamos Norte                             |
| Los Cámbulos   | Conjunto Residencial Santa Lucía         |
| Los Cámbulos   | Conjunto Multifamiliar Málaga            |
| Los Cámbulos   | Los Cámbulos                             |
| Los Cámbulos   | Conjunto Residencial Santa Clara         |
| Los Cámbulos   | Los Molinos                              |
| Camino Real    | Conjunto Camino Real                     |
| Camino Real    | Conjunto Residencial Yahaira             |
| Camino Real    | Ciudadela de Santa Ana                   |
| El Cortijo     | El Cortijo                               |
| El Cortijo     | Barrio Municipal                         |
| El Cortijo     | Conjunto Residencial Reservas del Coclí  |
| El Cortijo     | Condominio Residencial Torres de Varegal |
| El Rosal       | El Rosal                                 |
| El Rosal       | Villa Alejandra                          |
| Gualanday      | Gualanday                                |
| Gualanday      | Villa Milena                             |
| Gualanday      | Los Andes                                |
| Las Granjas    | Las Granjas                              |
| Las Granjas    | Villa del Prado                          |
| Las Granjas    | Portal de la Calleja                     |
| Las Granjas    | San Diego                                |
| Las Granjas    | Las Villas                               |
| Las Granjas    | Cataluña                                 |
| Las Granjas    | Los Rosales                              |
| Las Granjas    | Las Villas II                            |
| Las Granjas    | Capri                                    |
| Las Granjas    | Santa Mónica                             |
| Las Granjas    | Bosques de Tamarindo                     |
| Los Pinos      | Los Pinos                                |
| Los Pinos      | El Prado                                 |
| Villa Carolina | Villa Carolina                           |
| Villa Carolina | Villa Urbe                               |
| Villa Carolina | Villa Esmeralda                          |
| Villa Carolina | Villa Aurora                             |
| Villa Carolina | Versalles                                |
| Villa Carolina | Santa Sofía                              |
| Villa Cecilia  | Villa Cecilia                            |
| Villa Cecilia  | Los Cipreses                             |
| Villa Cecilia  | Venecia                                  |
| Villa Nubia    | Villa Nubia                              |